# Jorge Cardoso
Jorge Cardoso (* 26. Januar 1949 in Posadas, vollständig Jorge Rubén Cardoso Krieger) ist ein argentinischer Komponist, Gitarrist, Musikpädagoge und Chirurg.
Cardoso komponierte bislang mehr als 400 Werke vornehmlich für Gitarre. Die größte Bekanntheit dürfte seine Milonga erreicht haben, ein Stück für Sologitarre, dem Cardoso später eine zweite Stimme hinzufügte. Milonga wurde unter anderem von David Russell auf dem Grammy-nominierten Album „Aire Latino“ (Telarc) (2004) eingespielt. Cardosos Musik ist insgesamt auf mehr als 170 Aufnahmen zu hören. 
Er verfasste mehrere musikalische und musikologische Schriften, sein wichtigstes Lehrwerk „Ciencia y método de la técnica guitarrística“ (1973/74) wurde in mehrere Sprachen übersetzt. Als Gitarrist errang Cardoso bereits im Alter von 14 Jahren den ersten Preis des „Primer Festival de la Música Litoraleña“, weitere Preise folgten. Er war als Professor am Real Conservatorio Superior de Música de Madrid tätig.